# Гонсало Гуел
Гонсало Гуел Моралес де лос Риос (на испански: Gonzalo Güell y Morales de los Ríos) е кубински политик. Той е бивш министър-председател на Куба.

## Биография
Гуел е министър на външните работи на Куба от 1956 до 1959 г. и министър-председател на Куба от 12 март 1958 г. до 1 януари 1959 г. Също е кубински посланик в Мексико, Колумбия, Бразилия, Норвегия и ООН.
Той е един от 40-те души, които летят със самолета на Фулхенсио Батиста до Доминиканската република в навечерието на Нова година през 1959 г., когато Фидел Кастро поема управлението на Куба.
Женен е три пъти. Две от съпругите му са Франсиска Пубил и Хуана Иниго. Има една дъщеря.